# Wolodymyr Jeserskyj
Wolodymyr Iwanowytsch Jeserskyj (ukrainisch Володимир Іванович Єзерський; * 15. November 1976 in Lemberg) ist ein ukrainischer Fußballspieler. Der Verteidiger gilt als äußerst robuster und unangenehmer Gegenspieler, der auch mal ordentlich hinlangen kann.
Jeserskyj begann das Fußballspielen in der Jugend bei SKA Lwiw. Anschließend spielte er bei Karpaty Lwiw, Dynamo Kiew und Krywbas Krywyj Rih. Von 2000 an spielte er für den Spitzenclub Dnipro Dnipropetrowsk, bis er 2007 zu Schachtar Donezk wechselte. Dort konnte er gleich in seinem ersten Jahr die ukrainische Meisterschaft und den ukrainischen Pokal holen. 2010 spielte er elf Spiele auf Leihe bei Sorja Luhansk, die ihn nach der Leihe auch verpflichteten.
In der ukrainischen Nationalmannschaft hatte er 1998 seinen ersten Auftritt. Nach der erfolgreichen erstmaligen Qualifikation der Ukraine für eine WM wurde er ins Aufgebot berufen und kam im Vorrundenspiel gegen Spanien zu seinem ersten WM-Einsatz.

## Erfolge
- Ukrainische Meisterschaft: 1999, 2000, 2008
- Ukrainischer Pokal: 1999, 2008
- Ukrainischer Superpokal: 2008
- Teilnahme an einer WM: 2006 (1 Einsatz)